# Chagrin de gosse
Pour plus de détails, voir Fiche technique et Distribution.
Chagrin de gosse (Trouble) est un film américain réalisé par Albert Austin, sorti en 1922.

## Fiche technique
- Titre original : Trouble
- Titre français : Chagrin de gosse
- Réalisation : Albert Austin
- Scénario : Max Abramson
- Photographie : Glen MacWilliams et Robert Martin
- Montage : Irene Morra
- Pays d'origine : États-Unis
- Format : Noir et blanc - 1,33:1 - Film muet
- Genre : comédie dramatique
- Date de sortie : 1922

## Distribution
- Jackie Coogan : Danny, le gosse
- Wallace Beery : Ed Lee
- Gloria Hope : Mme Lee
- Charles K. French : le père de Mme Lee
- Eddie Gribbon : l'officier de police
- Clarence Wilson : l'assistant à l'orphelinat
- Bert Woodruff : le juge White
- Tom Wilson (non crédité)